# Paweł Stepek (urzędnik)
Paweł Witalis Stepek (ur. 1864 w Haczowie, zm. 12 grudnia 1941 w Sanoku) – polski urzędnik.

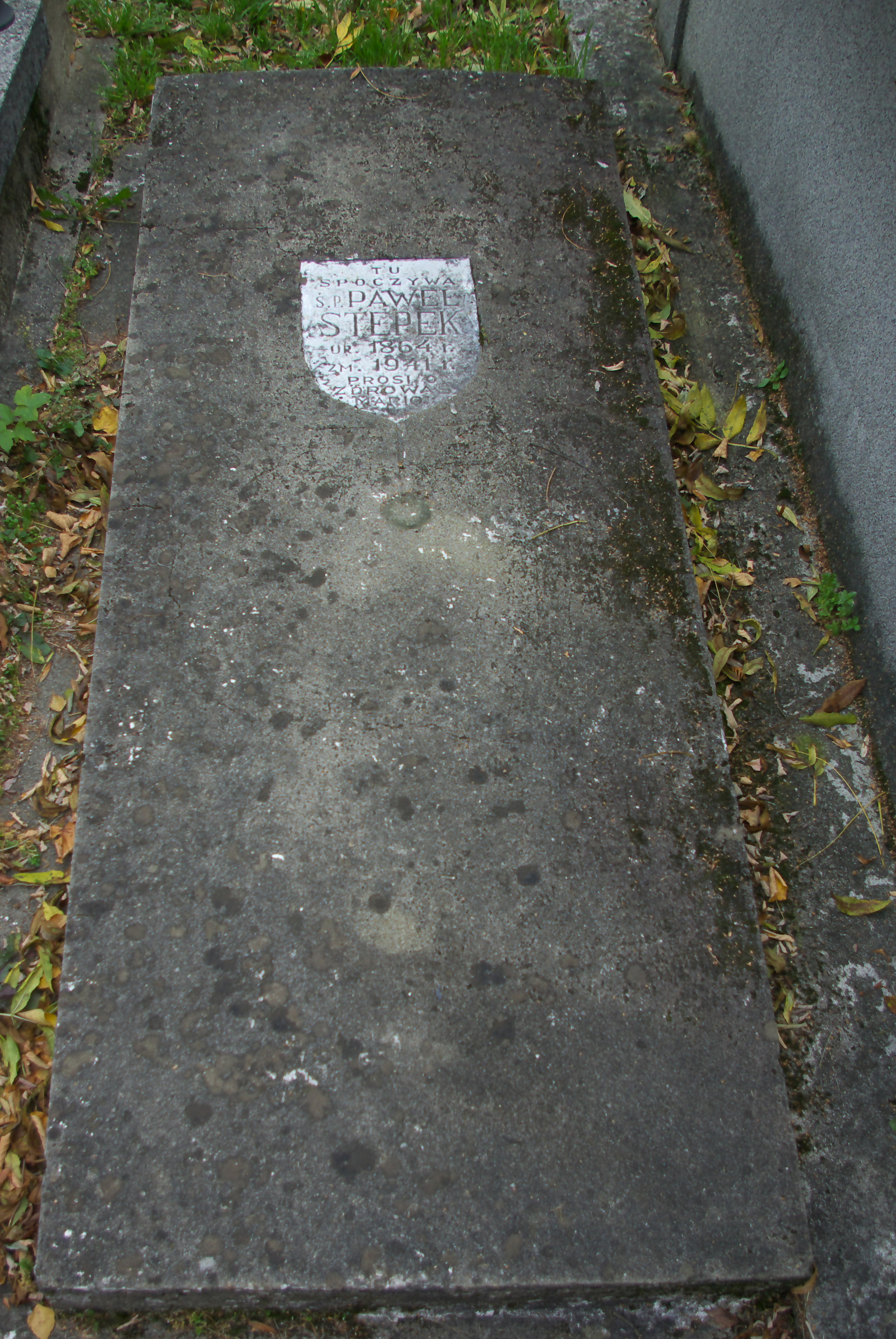
Nagrobek Pawła Stepka

## Życiorys
Paweł Witalis Stepek urodził się 9 stycznia 1864 w Haczowie. Był synem tamtejszego rolnika Jana Stepka i Zofii z domu Klamut.
Przed 1890 został żołnierzem rezerwowym 10 pułku piechoty Austro-Węgier. Zastąpiwszy na stanowisku Pawła Hydzika, 30 października 1890 został mianowany na stanowisko rachmistrza i kontrolera kasy miejskiej w magistracie miasta Sanoka z charakterem prowizorycznym. 29 października 1891 otrzymał 14 dni urlopu celem złożenia egzaminu z rachunkowości państwowej, a 28 grudnia tego roku otrzymał tzw. stabilizację czyli charakter stałego urzędnika miejskiego. Posadę piastował w kolejnych latach. 12 lutego 1891 został mianowany zastępcą oglądacza zwłok zmarłych. 22 listopada 1900 został mianowany na posadę kasjera miejskiego w Sanoku. Od tego czasu był zatrudniony na tym staanowisku w sanockim magistracie (na poprzednim stanowisku został zastąpiony przez Franciszka Kuszczaka).
W 1895 został zastępcą sędziego przysięgłego I kadencji przy trybunale C. K. Sądu Obwodowego w Sanoku. Był zastępcą członka wydziału Towarzystwa „Korpusy Wakacyjne” w Sanoku. Był kasjerem Kasy Oszczędności Miasta Sanoka od jej założenia w 1904 do 1906.
Był członkiem zwyczajnym Macierzy Szkolnej dla Księstwa Cieszyńskiego. Od ostatniej dekady XIX wieku do końca II Rzeczypospolitej był członkiem sanockiego gniazda 
Polskiego Towarzystwa Gimnastycznego „Sokół”, w którym pełnił funkcję zastępcy wydziałowego. Został członkiem zarządu założonego 24 kwietnia 1904 oddziału Towarzystwa Pomocy Przemysłowej w Sanoku. 28 stycznia 1905 został wybrany członkiem komisji szkontrującej Czytelni Mieszczańskiej w Sanoku, funkcjonującej w budynku Ramerówka. W 1904 został wybrany zastępcą prezesa, a w 1906, 1907, 1911, 1912 był wybierany członkiem komisji rewizyjnej Towarzystwa Rękodzielników i Przemysłowców „Rodzina” w Sanoku. Na przełomie lipca i sierpnia 1911 został członkiem komisji rewizyjnej Domu Handlowo-Przemysłowego w Sanoku.
Prywatnie zajmował się hodowlą kur minorek i gołębi ślązaków. Został sekretarzem założonej 11 stycznia 1903 w Sanoku pierwszej filii lwowskiego Towarzystwa Chowu Drobiu, Gołębi i Królików oraz został jej członkiem. 
1 lutego 1891 poślubił w Sanoku niespełna 16-letnią Zofię (córka ww. Pawła Hydzika), która zmarła 16 listopada 1895 w wieku 20 lat na gorączkę położniczą dziewięć dni po urodzeniu syna Mieczysława. Mieli dzieci: Jana Bronisława (ur. 1892), Marię Lucynę wzgl. Annę Lucynę (ur. 1893, od 1919 zamężna z sędzią Feliksem Tilpem), Mieczysława Mariana (1895-1896). Po śmierci żony w dniu 6 lutego 1897 ożenił się w kościele parafialnym w Sanoku z Teklą Marią z domu Kalita primo voto Bartnik (ur. 1874). Świadkami na ich ślubie byli Władysław Sygnarski i Władysław Beksiński.
Mieszkał w Posadzie Sanockiej. Zmarł 12 grudnia 1941 w Sanoku. Został pochowany na cmentarzu przy ulicy Jana Matejki w Sanoku.